# Matteo Scalco
Matteo Scalco, né le 25 juin 2004, est un coureur cycliste italien. Il est membre de l'équipe VF Group-Bardiani CSF-Faizané.

## Biographie
Matteo Scalco est originaire de Thiene, une localité située en Vénétie. Sa mère est femme au foyer, tandis que son père exerce le métier d'électricien, après avoir été entraîneur dans un club de vélo. Très tôt intéressé par le cyclisme, il prend sa première licence à l'âge de six ans au sein d'une équipe de Sandrigo. À huit ans, il abandonne temporairement ce sport pour jouer au football, en compagnie de ses amis d'enfance. Il finit toutefois par revenir au cyclisme vers ses douze ans au Velo Club Città di Marostica,.
En 2022, il se distingue en étant l'un des meilleurs juniors italiens. Vainqueur à six reprises, il s'impose notamment sur le Trofeo Buffoni, une course internationale. La même année, il termine quatorzième du championnat du monde et quinzième du championnat d'Europe juniors, sous les couleurs de la sélection italienne. Sa bonne saison lui permet de remporter l'Oscar TuttoBici  des juniors.  
Grâce à ses bonnes performances, il passe professionnel dès 2023 au sein de la formation Green Project-Bardiani CSF-Faizanè. Ses nouveaux dirigeants le décrivent comme un bon grimpeur. Comme d'autres jeunes de l'équipe, il bénéficie d'un programme aménagé qui est principalement composé de courses réservée aux cyclistes de moins de 23 ans. Au mois de juin, il remporte la Coppa della Pace.

## Palmarès et résultats

### Palmarès par année
- 2021
  -  Champion d'Italie du contre-la-montre par équipes juniors
  - Gran Premio Gottardo Giochi
  - Giro Di Codogne
- 2022
  -  Champion d'Italie du contre-la-montre par équipes juniors
  - Gran Premio Consorzio Marmisti Della Valpantena
  - Piva Junior Day
  - Gran Premio Sportivi di Loria
  - Corrubio-Montecchio
  - Trofeo Buffoni
  - Giro di Codogne
  - 2e du Trofeo Guido Dorigo
  - 3e de la Coppa Montes
  - 3e du Trofeo San Rocco
- 2023
  - Coppa della Pace
- 2025
  - Grand Prix de Poggiana

### Classements mondiaux
| Année                                 | 2023  | 2024  |
| ------------------------------------- | ----- | ----- |
| Classement mondial                    | 1380e | 2058e |
|                                       |       |       |
| Légende : nc = non classéSource : UCI |       |       |

## Distinctions
- Oscar TuttoBici juniors : 2022